# Wilhelm (Orgelbauer)
Die Orgelbauerfamilie Wilhelm war eine aus Weißenbach im nordhessischen Werra-Meißner-Kreis stammende Familie von Orgelbauern. Sie war im 18. und 19. Jahrhundert mit einem Zweig und vier Generationen in Nordhessen und dem anderen Zweig mit zwei Generationen im nördlichen Niedersachsen tätig.

## Georg Peter Wilhelm

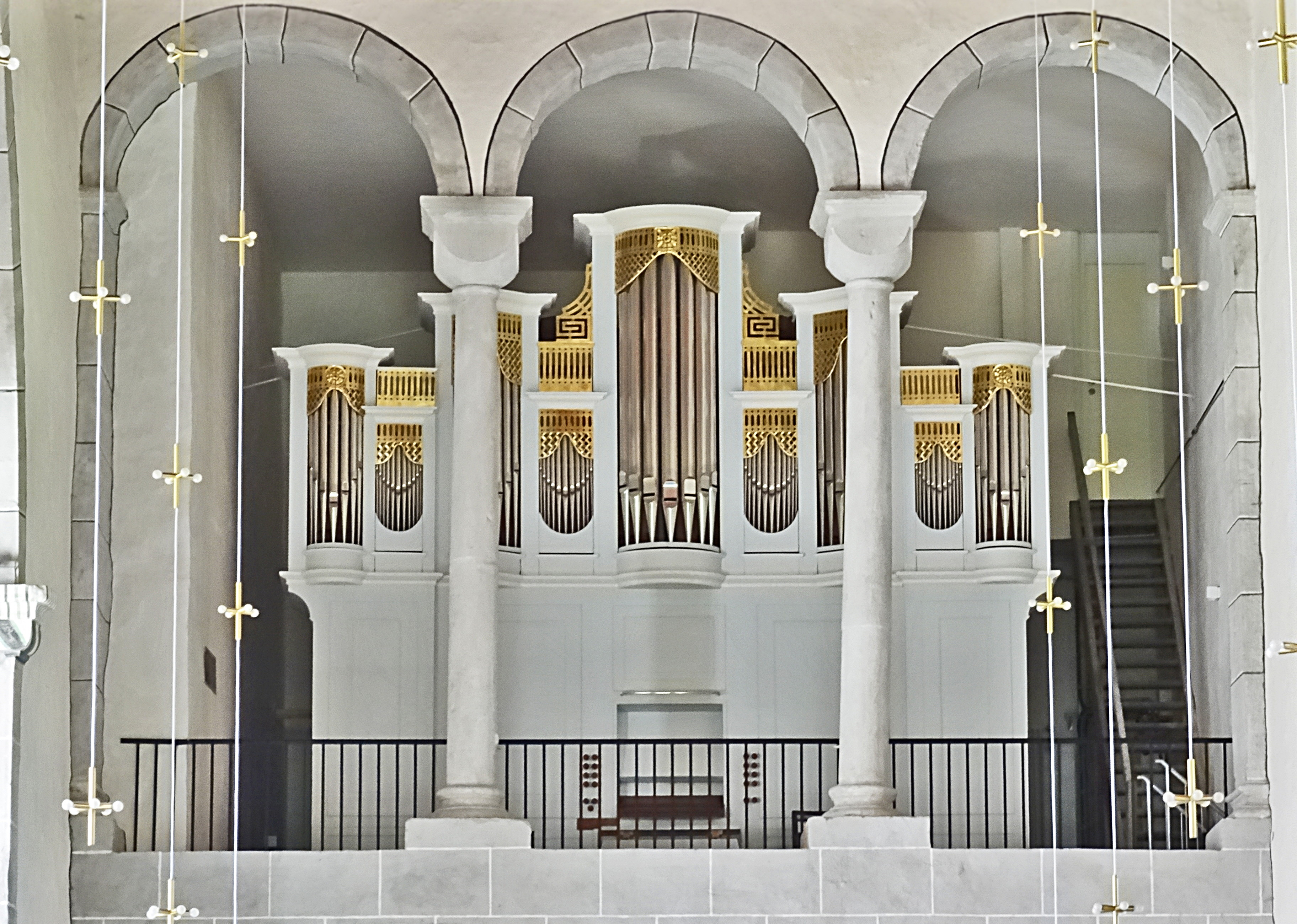
Die Orgel von Georg Peter Wilhelm (1802) in der Stiftskirche Kaufungen, nach Neueinweihung im Oktober 2019

Georg Peter Wilhelm (1733 in Weißenbach, † 14. Juli 1806 in Kassel) war der erste Orgelbauer der Familie. Er war ein Sohn des Müllers Georg Wilhelm und dessen erster Ehefrau, Martha Elisabeth geb. Heinemann. Er lernte das Handwerk vermutlich beim Hof- und Stadt-Orgel- und Instrumentenmacher Hermann Peter Dibelius (1700–1774) in Kassel. Danach machte er sich in seinem Geburtsort selbständig und ging 1766, um die Orgel der Brüderkirche auszubessern, wieder nach Kassel. Dort wurde er Dibelius’ Nachfolger als Hoforgelbaumeister und Stadtorganist. Seinen ersten Auftrag vom Hof erhielt er 1771, als er die Bälge der Schlosskirchenorgel erneuern sollte. Von Georg Peter Wilhelm sind aus den Jahren 1766 bis 1807 insgesamt 28 große Neubauten, Reparaturen und Umbauten bekannt, darunter die große Orgel auf der Kaiserempore in der Stiftskirche Kaufungen, die praktisch komplett erhaltene Orgel der Kapelle im Schloss Escheberg und die wasserbetriebene Walzenorgel im Bergpark Wilhelmshöhe von 1778.
Seine erste Ehe mit Philippe Henriette geb. Deinet, Tochter des Hofbierbrauers, endete mit deren frühem Tod; auch die beiden Kinder aus dieser Ehe starben früh. Der zweiten Ehe mit Johanna Elisabeth geb. Engelhardt entstammten mindestens sieben Kinder, und drei der Söhne wurden ebenfalls Orgelbauer.

## Georg Wilhelm Wilhelmy und Johann Georg Wilhelm Wilhelmy
Georg Peter Wilhelms 15 Jahre jüngerer Halbbruder Georg Wilhelm Wilhelmy (1748–1806) lernte das Orgelbauhandwerk bei ihm. Er übernahm 1766 die Werkstatt seines nach Kassel abgewanderten Halbbruders. Da ihn die Gleichheit seines Zweitnamens und Familiennamens störte, fügte er seinem Nachnamen ein „i“, später ein „y“ an. Er reparierte u. a. mehrere Orgeln im Alten Land und siedelte 1781 anlässlich einer gründlichen Orgelreparatur an der Kirche St. Cosmae in Stade mit seiner Familie dorthin um. Er wurde ein Bewunderer des Barockorgelbauers Arp Schnitger und widmete sich hauptsächlich der Pflege und Wartung der Instrumente seines großen Vorbildes. Auch seine Neubauten erstellte er ausschließlich im Stil Schnitgers. Er baute u. a. die Orgeln in der St.-Johannis-Kirche in Visselhövede (1779/80), der St. Vitus-Kirche in Belum (1783–86), in der St.-Marien-Kirche in Balje (1783–86) und in der St.-Fabian-Kirche in Ringstedt (1788) und wurde bald einer der gefragtesten Orgelbauer der Herzogtümer Bremen und Oldenburg. Nach seinem Tod übernahm sein Sohn Johann Georg Wilhelm Wilhelmy (1781–1858) die Werkstatt.

## Adam, Heinrich Andreas und Georg Wilhelm
Georg Peter Wilhelms Söhne, Adam, Heinrich Andreas und Georg, arbeiteten teils gemeinsam, teils selbständig, und stellten neben Orgeln auch Klaviere her. Adam Wilhelm (1774–1808) verstarb im Alter von 34 Jahren. Heinrich Andreas Wilhelm lebte zeitweise in Marburg „ohne geregeltes Einkommen“. Georg Wilhelm (1781–1838) klagte als Nachfolger Adams oft über den Mangel an Aufträgen und zog aus Kassel wieder aufs Land, um mit etwas Landwirtschaft seine große Familie ernähren zu können. Kleine Handwerksbetriebe wie der seinige litten zunehmend unter der Konkurrenz größerer Werkstätten, deren Fabrikation zum Teil mit dampfgetriebenen Maschinen durchgeführt wurde. Aus den Händen der drei sind etwa 30 größere Arbeiten aus der Zeit von 1811 bis 1836 bekannt, darunter die 1816 von Georg Wilhelm gebaute Orgel in der evangelischen Kirche von Frielendorf-Verna im nordhessischen Schwalm-Eder-Kreis.

## Carl und Gustav Wilhelm
Mit Georg Wilhelms Söhnen Carl, „Hoforgelbauer ohne Gehalt“, und Gustav setzte sich die Orgelbautradition der Familie fort, ebenso die Enge der wirtschaftlichen Verhältnisse. Gustav Wilhelm arbeitete anfangs in der Werkstatt seines Bruders, machte sich später selbständig und wurde schließlich des Bruders Nachfolger als letzter Hoforgelbaumeister in Kassel. Insgesamt etwa 50 Arbeiten sind für die beiden in den Jahren 1838 bis 1870 belegt. Von Gustav Wilhelm ist u. a. die 1869 gebaute Orgel in Abterode mit 23 Registern und etwa 1300 Pfeifen erhalten; von Carl Wilhelm u. a. die 1844 in der Kirche von Niedenstein gebaute Orgel mit ihren zwei Manualen und 18 Registern, die seit dem Herbst 2019 umfassend restauriert wird.

## Carl Conrad Wilhelm
Einziger Vertreter der vierten Generation war Gustav Wilhelms Sohn Carl Conrad. Er geriet in derartig ernste finanzielle Schwierigkeiten, dass er zeitweise in Haft war und seine Auftragsarbeiten durch Vertretungen ausführen lassen musste. Seine Frau wanderte mit den Kindern in die USA aus, und auch er selbst ging schließlich diesen Weg. Aus den Jahren 1880 bis 1886 sind rund 20 seiner Arbeiten in Deutschland bekannt.